# بدلي شاه سلطان قدح
السلطان السير بدلي شاه بن السلطان عبد الحميد حليم شاه (17 مارس 1894 – 13 يوليو 1958) كان سلطان قدح السابع والعشرين، في عصر الدولة الماليزية الحالية، بين عامي 1943 و1958. تولى العرش بوفاة والده السلطان عبد الحميد حليم شاه. وهو الأخ غير الشقيق لرئيس وزراء ماليزيا الأول تونكو عبد الرحمن.
شغل السلطان أيضًا منصب الوصي على ولاية قدح بين عامي 1937 و1943. وفي عام 1943 خُلِعَ من قبل الجيش الإمبراطوري الياباني، ولكن أُعيد بعد استسلام اليابان ونهاية الاحتلال الياباني لملايا في عام 1945.

## أسرته
تزوج السلطان بدلي شاه مرتين. كان زواجه الأول من تونكو صوفيا بنت تونكو محمود (مواليد 1910) في عام 1924، وأنجب منها وريثه الملك الخامس والرابع عشر لماليزيا وسلطان قدح السلطان عبد الحليم معظم شاه. توفيت تونكو صوفيا في عام 1934 بسبب حادث سيارة. أنجب منها أيضًا:
- تونكو عبد الحميد (مواليد 20 أغسطس 1925، توفي شابًا)
- تونكو حميدة (22 سبتمبر 1926 - 4 نوفمبر 2015)، تزوجت من تونكو عبد العزيز بن السلطان سليمان بدر العلم شاه، سلطان ترغكانو.
- تونكو عبد الحليم (28 نوفمبر 1927 - 11 سبتمبر 2017) - سلطان قدح من 1958 إلى 2017 ويانغ دي برتوان أغونغ مرتين من 1970 إلى 1975 ومن 2011 إلى 2016
- تونكو عبد الملك (24 سبتمبر 1929 - 29 نوفمبر 2015)، راجا مودا من 1960 إلى 2015.
- تونكو سكينة (11 نوفمبر 1930)، تزوجت من إيف بوروترا نجل بطل التنس ورجل الأعمال الفرنسي جان بوروترا.
- تونكو منصور (29 ديسمبر 1932 - 18 أغسطس 1934)

ثم تزوج في عام 1934 من تونكو أسماء بنت السلطان بدر العلم شاه (1911-1994)، وهي أميرة ترغكانو من سلالة بندهارا. خدمت سلطنة قدح وأنجبت عددا من الأطفال:
- تونكو حسنى (مواليد 25 يناير 1938)
- تونكو أنور (30 يونيو 1939 - 21 مايو 2014)
- تونكو صالح الدين (من مواليد 30 أبريل 1942) - سلطان قدح من سبتمبر 2017 فصاعدًا، وراجا مودا من 2015 إلى 2017
- تونكو بشرى (مواليد 18 أكتوبر 1944)
- تونكو كمالية (مواليد 6 يونيو 1947)
- تونكو بدريات الجمال (مواليد 1 سبتمبر 1949)
- تونكو عبد الحميد الثاني (مواليد 18 يونيو 1951)، والد تنكو جوناريس بدلي شاه
- تونكو نفيسة (مواليد 20 يونيو 1952)

## وفاته
توفي في 13 يوليو 1958 وخلفه ابنه السلطان عبد الحليم معظم شاه.